# Karl Schiske
Karl Hubert Rudolf Schiske (ur. 12 lutego 1916 w Győrze, zm. 16 czerwca 1969 w Wiedniu) – austriacki kompozytor.

## Życiorys
W latach 1932–1938 uczył się w Neues Wiener Konservatorium u Rodericha Bassa i Juliusa Varga (fortepian) oraz Ernsta Kanitza (kontrapunkt i kompozycja). Studia kontynuował w Konserwatorium Wiedeńskim, uzyskując dyplom z kompozycji (1939) i fortepianu (1940). W 1942 roku uzyskał na Uniwersytecie Wiedeńskim stopień doktora na podstawie dysertacji Zur Dissonanzanwendung in den Symphonien Anton Bruckners. Od 1952 roku był wykładowcą Konserwatorium Wiedeńskiego, w 1954 roku otrzymał tytuł profesora. W latach 1956–1966 współorganizował Jugendkulturwochen w Innsbrucku. W latach 1966–1967 gościnnie wykładał na Uniwersytecie Kalifornijskim w Riverside. Otrzymał nagrodę muzyczną miasta Wiednia (1950), austriacką nagrodę państwową (1952) i wielką austriacką nagrodę państwową (1967).

## Twórczość
W swojej twórczości nawiązywał do historycznych wzorców szkoły niderlandzkiej, Palestriny i Bacha, wprowadzając m.in. rozbudowany kontrapunkt. W trwającym prawie dwie godziny oratorium Vom Tode, napisanym pod wpływem przeżyć z okresu II wojny światowej, odwoływał się do tradycji bachowskich i barokowej symboliki pór roku jako etapów życia człowieka, sięgał też po wiersze poetów takich Rainer Maria Rilke, Detlev von Liliencron i Joseph von Eichendorff. W późniejszym okresie zaczął czerpać ze środków awangardowych, wprowadzał do swoich kompozycji techniki takie jak dodekafonia i aleatoryzm, eksperymentował z szeregami serii i formami otwartymi.

## Wybrane kompozycje
(na podstawie materiałów źródłowych)

### Utwory orkiestrowe
- Vorspiel (1937–1938)
- Koncert fortepianowy (1938–1939)
- 2 koncerty na orkiestrę smyczkową (I 1940–1941, II 1945)
- Koncert na trąbkę (1939–1940)
- 5 symfonii (I 1941–1942, II 1947–1948, III 1950–1951, IV 1955, V 1965)
- Tanzrondo (1942)
- Kammerkonzert na 7 instrumentów dętych, smyczki i perkusję (1949)
- Koncert skrzypcowy (1952)
- Synthese (1958)
- Divertimento na orkiestrę kameralną (1963)

### Utwory kameralne
- 2 kwartety smyczkowe (I 1936–1937, II 1945)
- Sekstet na klarnet, kwartet smyczkowy i fortepian (1937)
- 3 suity na 2 flety proste (I 1941, II 1945, III 1949)
- Sonata na skrzypce i fortepian (1943–1944)
- Kwintet na flet, obój, klarnet, róg i fagot (1945)
- Musik na klarnet, trąbkę i altówkę (1947–1948)
- Drei Stücke fur Gloria na skrzypce (1951)
- Sonatine na skrzypce, wiolonczelę i fortepian (1951–1952)
- Sonata triowa na 3 instrumenty lub organy (1954)
- Dialog na wiolonczelę i fortepian (1967)

### Utwory fortepianowe
- Kleine Suite (1935)
- Thema, 8 Variationen und Doppelfuge (1935–1936)
- Sonata (1936)
- Rhapsodie (1945)
- Tanzsuite (1945)
- Sonata na fortepian na 4 ręce (1949)
- Drei Stücke nach Volksweisen (1951)
- Etudensuite (1951)
- Sonatine (1953)

### Utwory organowe
- Variationen über ein eigenes Thema (1938)
- Toccata (1951–1952)
- Choral-Partita (1957)

### Utwory wokalno-instrumentalne
- Reitjagd na baryton, chór i orkiestrę (1938)
- Vom Tode na sopran, alt, tenora, bas, chór, orkiestrę i organy (1946)
- Candada na sopran, chór i orkiestrę (1956)
- Missa: Cunctipotens genitor Deus na chór i organy ad libitum (1954)